# Nichołaży
Nichołaży (ros. Нихолажи) – wieś (ros. деревня, trb. dieriewnia) w zachodniej Rosji, w osiedlu wiejskim Zaborjewskoje rejonu diemidowskiego w obwodzie smoleńskim.

## Geografia
Miejscowość położona jest przy drodze regionalnej 66N-0514 (66N-0508/Bieleńkije – Wierchnije Ługi), 3,5 km od drogi regionalnej 66N-0508 (Zaborje – 66N-0506/Anosinki), 5 km od centrum administracyjnego osiedla wiejskiego (Zaborje), 19 km od centrum administracyjnego rejonu (Diemidow), 80 km od stolicy obwodu (Smoleńsk), 37 km od granicy z Białorusią.

## Demografia
W 2010 r. miejscowość zamieszkiwały 3 osoby.

## Historia
W czasie II wojny światowej od lipca 1941 roku wieś była okupowana przez hitlerowców. Wyzwolenie nastąpiło we wrześniu 1943 roku.